# 이범선
이범선(李範宣, 1920년 12월 30일~1982년 3월 13일)은 대한민국의 소설가이자 대학 교수이고, 문학 교육인이다. 호(號)는 학촌(鶴村)이다. 한국 현대 문학사의 전후문학(戰後文學)의 구성원 1세대 작가들 가운데에서도 가장 대표적인 작가이기도 하다.
1920년 12월 30일 일제 시대 평안남도 신안주(新安州)에서 출생하였고, 1942년에 평남 공립 진남포상공업학교 상업학과를 전문학사 졸업하였다. 같은해에 평안남도 평양의 《평양제국은행》에서 은행원으로 근무하다 1944년 3월, 일제 말기에 평안북도 풍천 탄광에 징용되었다. 광복(1945년 8월 15일 을유 해방)이 되면서 평북 풍천 탄광의 탄광업이 무기한 파업으로 인해 해고된 후, 이듬해 1946년에 당시 미군정 조선 시대의 수도였던 서울로 월남하여 1952년 동국대학교 국어국문학과를 마치고, 교직에 입문하여 거제고등학교를 거쳐, 대광고등학교에서 국어 교사 직으로 교편을 잡았다. 1955년 《'현대문학'》에 단편 《'암표(暗票)'》와 《'일요일'》이 김동리 작가의 추천을 받아 등단하였다. 그 뒤로도 휘문고등학교·숙명여자고등학교·고려대학교·한국외국어대학교에서 교편 생활을 계속하는 한편 창작 활동에 매진하였다. 한국문인협회 부이사장 등을 지냈다.
1981년 11월 30일, 등단 26년여만에 절필 및 은퇴 선언하였으며, 이듬해 1982년 3월 13일, 뇌일혈로 인해 별세하였다.

## 학력
- 일제 시대 평남 진남포상공업학교 상업학과 전문학사(1942년 3월)
- 서울 사립 동국대학교 문과대학 어문학 전문부 국어국문학과 학사(1952년 8월)

## 작품 경향
작품 경향은, 초기엔 그의 생활 체험이 반영된 어두운 사회의 단면을 보여 주었으며, 중기엔 사회 고발 의식이 짙은 리얼리즘의 문학을, 후기엔 인간의 잔잔한 휴머니티가 깔린 내용의 작품을 보여 주고 있다.

## 주요 작품
- 학마을 사람들
- 오발탄
- 냉혈동물
- 돌무늬
- 당원의 미소

## 수상 경력
- 1958년 현대문학상
- 1961년 동인문학상
- 1970년 월탄문학상